# Michelsen-Werft
Die Yacht- und Bootswerft Heinrich Michelsen ist eine der ältesten Yacht- und Bootswerften am Bodensee. Sie liegt in Friedrichshafen am Seemooser Horn direkt am Bodenseeufer auf einem Grundstück, in dessen Nachbarschaft auch das Jollengelände und das Winterlager des Württembergischen Yachtclubs WYC sowie die Zentrale des Landesleistungszentrum Segeln Baden-Württemberg untergebracht sind.

## Geschichte
Die Michelsen-Werft wurde 1921 durch Heinrich Michelsen in Friedrichshafen-Seemoos gegründet. Das erste Werftgebäude befand sich wenige Meter westlich der großen Halle der Dornier-Flugzeugwerft. Damals verfügte die Michelsen-Werft mit einem kleinen Hafen über einen Seeanschluss. Anlässlich der Bombardierung am 28. April 1944 wurde das Werftgebäude zerstört. Der Wiederaufbau erfolgte auf den Fundamenten eines größeren Gebäudes nördlich der Dornier-Flugzeugwerft. Die Werft brannte 1958 aus. An derselben Stelle entstand daraufhin ein neues Werftgebäude, welches nach Modernisierungen und Erweiterungen heute noch genutzt wird.
1963 wurde die Werft durch Josef Dillinger, dem Schwiegersohn von Heinrich Michelsen, übernommen. 1990 erfolgte der Verkauf der Werft an Heiner Kemmer und im Jahre 2000 an Hans-Joachim Landolt, der wiederum 2020 an Karsten Timmerherm übergeben hat.

## Schiffe und Yachten (Auswahl)
- 1957 Generalüberholung 75 m² Nationaler Kreuzer „Falke II, ex - Liwa“ (1927 Willy von Hacht)
- 1961 MICHELSEN Mahagoni Vollholz Spitzgatter Fischerboot
- 1962 Lacustre Circe
- 1962 Lacustre Hermes
- 1963 Lacustre Calustre
- 1965 Lacustre Mieze
- 1967 Lacustre Babette
- 1974 Catboot Seezunge A
- 1977 3/4-Tonner Racer Northstar (Weltmeisterschaftsboot von Eckhard Wagner, ehemaliger Präsident von North Sails)
- 1984 55 m² Schärenkreuzer Philine
- 1989 1/4-Tonner Racer Quadriga
- 1993 30m² Schärenkreuzer Ludwig, (Holz, Formverleimt, Konstrukteur: Knud H. Reimers)
- 1994 9,85m Cruiser (Holz, Formverleimt, Konstrukteur: Georg Nissen)
- 1996 Nissen 42 Scylla (Holz, Formverleimt, Konstrukteur: Georg Nissen)
- 1999 Immenstaader Lädine St. Jodok
- 1999 Generalüberholung 80 m² Seefahrtskreuzer Hoc (1928 Matthiesen & Paulsen?)
- 2003  6mR-Yacht Fintra Mastbau in Spruce (1927 William Fife III.; William Fife & Son, Fairlie). 2. Rang WM in Sandhamn 2005
- 2004 Neuaufbau L-Boot L 81 Carmen III (1922 Willy von Hacht)
- 2008 Generalüberholung 30 m² Rennklasse L 110 Gazelle VI, ex - Carina (1922 Steinlechner)
- 2009 Neuaufbau 75 m² Nationaler Kreuzer Vinga (1914 Abeking & Rasmussen)

## Profil
Die Haupttätigkeit der Werft liegt in der Pflege, Reparatur und dem Neubau klassischer Holzyachten auf der Basis alter Baupläne. Die besondere Aufmerksamkeit gilt dabei dem 30er-Schärenkreuzer, dem L-Boot sowie der Herstellung von Holzmasten nach Maß in klassischer Bauweise. Zum Ein- und Auswassern ihrer Schiffe nutzt die Michelsen-Werft die Infrastruktur und Einrichtungen des Württembergischen Yacht-Club.